# Bahlinger SC
Bahlinger SC is een Duitse voetbalclub uit Bahlingen am Kaiserstuhl, Baden-Württemberg.
De club werd in 1929 opgericht. In 1969 promoveerde de club naar de Amateurliga Südbaden, de derde klasse. Na de invoering van de Oberliga Baden-Württemberg in 1978 werd dit de Verbandsliga. Nadat in 1994 en 1995 promotie net gemist werd dwong de club deze in 1996 af. De club verbleef hier tot 2005 en na één jaar afwezigheid keerde de club terug. In 2015 promoveerde de club naar de Regionalliga Südwest. De club werd daar veertiende op achttien, maar degradeerde toch omdat geen enkele club uit Südwest dat seizoen een promotie kon afdwingen. In 2019 slaagde Bahlinger SC er in om opnieuw naar de Regionalliga te promoveren.